# Zgornja Brežnica
Zgornja Brežnica – wieś w Słowenii, w gminie Slovenska Bistrica. W 2018 roku liczyła 72 mieszkańców.